# Liga dos Campeões da AFC de 2018
A Liga dos Campeões da AFC de 2018 foi a 37ª edição da liga organizada pela Confederação Asiática de Futebol (AFC). O campeão representou a Ásia na Copa do Mundo de Clubes da FIFA de 2018.

## Equipes classificadas
As seguintes equipes se classificaram para esta edição da competição:

### Ásia Ocidental
| País                                             | Equipe                                           | Classificação                                                                         |                                                  |
| Equipes que entram diretamente na fase de grupos | Equipes que entram diretamente na fase de grupos | Equipes que entram diretamente na fase de grupos                                      | Equipes que entram diretamente na fase de grupos |
| ------------------------------------------------ | ------------------------------------------------ | ------------------------------------------------------------------------------------- | ------------------------------------------------ |
| Emirados Árabes Unidos                           | Al-Jazira                                        | Campeão – Campeonato Emiradense de Futebol de 2016–17                                 |                                                  |
| Emirados Árabes Unidos                           | Al-Wahda                                         | Campeão – UAE President Cup de 2016–17                                                |                                                  |
| Emirados Árabes Unidos                           | Al-Wasl                                          | Vice-campeão – Campeonato Emiradense de Futebol de 2016–17                            |                                                  |
| Arábia Saudita                                   | Al-Hilal                                         | Campeão – Campeonato Saudita de Futebol de 2016–17 Campeão – King Cup de 2017         |                                                  |
| Arábia Saudita                                   | Al-Ahli                                          | Vice-campeão – Campeonato Saudita de Futebol de 2016–17                               |                                                  |
| Irã                                              | Persepolis                                       | Campeão – Iran Pro League de 2016–17                                                  |                                                  |
| Irã                                              | Esteghlal                                        | Vice-campeão – Iran Pro League de 2016–17[Nota Irã]                                   |                                                  |
| Irã                                              | Tractor Sazi                                     | Terceiro-lugar – Iran Pro League de 2016–17[Nota Irã]                                 |                                                  |
| Catar                                            | Al-Duhail                                        | Campeão – Qatar Stars League de 2016–17                                               |                                                  |
| Catar                                            | Al-Sadd                                          | Campeão – Copa do Catar de 2017 Vice-campeão – Qatar Stars League de 2016–17          |                                                  |
| Catar                                            | Al-Rayyan                                        | Terceiro-lugar – Qatar Stars League de 2016–17                                        |                                                  |
| Uzbequistão                                      | Lokomotiv Tashkent                               | Campeão – Campeonato Uzbeque de Futebol de 2017 Campeão – Copa do Uzbequistão de 2017 |                                                  |
| Equipes que entram na fase de play-off           |                                                  |                                                                                       |                                                  |
| Emirados Árabes Unidos                           | Al-Ain                                           | Quarto-lugar – Campeonato Emiradense de Futebol de 2016–17[Nota EAU]                  |                                                  |
| Irã                                              | Zob Ahan                                         | Quarto-lugar – Iran Pro League de 2016–17                                             |                                                  |
| Catar                                            | Al-Gharafa                                       | Quinto-lugar – Qatar Stars League de 2016–17[Nota Catar]                              |                                                  |
| Uzbequistão                                      | Nasaf Qarshi                                     | Vice-campeão – Campeonato Uzbeque de Futebol de 2017                                  |                                                  |
| Uzbequistão                                      | Pakhtakor                                        | Terceiro-lugar – Campeonato Uzbeque de Futebol de 2017                                |                                                  |
| Jordânia                                         | Al-Faisaly                                       | Campeão – Campeonato Jordano de Futebol de 2016–17                                    |                                                  |
| Índia                                            | Aizawl                                           | Campeão – I-League de 2016–17                                                         |                                                  |
| Bahrein                                          | Malkiya                                          | Campeão – Bahraini Premier League de 2016–17                                          |                                                  |

### Ásia Oriental
| País                                             | Equipe                                           | Classificação                                                                                   |                                                  |
| Equipes que entram diretamente na fase de grupos | Equipes que entram diretamente na fase de grupos | Equipes que entram diretamente na fase de grupos                                                | Equipes que entram diretamente na fase de grupos |
| ------------------------------------------------ | ------------------------------------------------ | ----------------------------------------------------------------------------------------------- | ------------------------------------------------ |
| Coreia do Sul                                    | Jeonbuk Hyundai Motors                           | Campeão – K-League Classic de 2017                                                              |                                                  |
| Coreia do Sul                                    | Ulsan                                            | Campeão – FA Cup Koreana de 2017                                                                |                                                  |
| Coreia do Sul                                    | Jeju United                                      | Vice-campeão – K-League Classic de 2017                                                         |                                                  |
| Japão                                            | Kawasaki Frontale                                | Campeão – J-League de 2017                                                                      |                                                  |
| Japão                                            | Cerezo Osaka                                     | Campeão – Copa do Imperador de 2017 Terceiro-lugar – J-League de 2017                           |                                                  |
| Japão                                            | Kashima Antlers                                  | Vice-campeão – J-League de 2017                                                                 |                                                  |
| China                                            | Guangzhou Evergrande                             | Campeão – Super Liga Chinesa de 2017                                                            |                                                  |
| China                                            | Shanghai Shenhua                                 | Campeão – Copa da China de 2017                                                                 |                                                  |
| Austrália                                        | Sydney FC                                        | Campeão – Temporada regular da A-League de 2016–17 Campeão – Grand final da A-League de 2016–17 |                                                  |
| Austrália                                        | Melbourne Victory                                | Vice-campeão – Temporada regular da A-League de 2016–17                                         |                                                  |
| Tailândia                                        | Buriram United                                   | Campeão – Campeonato Tailandês de 2017                                                          |                                                  |
| Hong Kong                                        | Kitchee                                          | Campeão – Premier League Hong-konguesa de 2016–17                                               |                                                  |
| Equipes que entram na fase de play-off           |                                                  |                                                                                                 |                                                  |
| Coreia do Sul                                    | Suwon Samsung Bluewings                          | Terceiro-lugar – K-League Classic de 2017                                                       |                                                  |
| Japão                                            | Kashiwa Reysol                                   | Quarto-lugar – J-League de 2017                                                                 |                                                  |
| China                                            | Shanghai SIPG                                    | Vice-campeão – Super Liga Chinesa de 2017                                                       |                                                  |
| China                                            | Tianjin Quanjian                                 | Terceiro-lugar – Super Liga Chinesa de 2017                                                     |                                                  |
| Austrália                                        | Brisbane Roar                                    | Terceiro-lugar – Temporada regular da A-League de 2016–17                                       |                                                  |
| Tailândia                                        | Chiangrai United                                 | Campeão – Copa da Tailândia de 2017                                                             |                                                  |
| Tailândia                                        | Muangthong United                                | Vice-campeão – Campeonato Tailandês de 2017                                                     |                                                  |
| Hong Kong                                        | Eastern                                          | Vencedor do Play-off da Premier League Hong-konguesa de 2016–17                                 |                                                  |
| Vietname                                         | FLC Thanh Hóa                                    | Vice-campeão – V-Liga de 2017[Nota Vietnã]                                                      |                                                  |
| Malásia                                          | Johor Darul Ta'zim                               | Campeão – Campeonato Malaio de 2017                                                             |                                                  |
| Indonésia                                        | Bali United                                      | Vice-campeão – Campeonato Indonésio de Futebol de 2017[Nota Indonésia]                          |                                                  |
| Myanmar                                          | Shan United                                      | Campeão – Campeonato Birmanês de Futebol de 2017                                                |                                                  |
| Filipinas                                        | Ceres-Negros                                     | Campeão – Campeonato Filipino de Futebol de 2017                                                |                                                  |
| Singapura                                        | Tampines Rovers                                  | Vice-campeão – S-League de 2017[Nota Singapura]                                                 |                                                  |

Notas
- Nota Irã. ^  O campeão da Copa Hazfi de 2016–17, Naft Tehran falhou em obter a licença da AFC para disputar a competição. Como resultado, a equipe do Tractor Sazi, terceiro lugar da Iran Pro League de 2016–17 entrou na fase de grupos, enquanto a equipe do Zob Ahan, que terminou em quatro lugar entrou na fase de play-off.

- Nota Emirados Árabes Unidos. ^  A equipe do Al-Ahli, terceiro lugar no Campeonato Emiradense de Futebol de 2016–17 se uniu com o Al-Shabab e o Dubai para formar o Shabab Al-Ahli Dubai após o fim da temporada 2016–17. Como resultado a nova equipe foi excluída da competição por não cumprir o requisito de existir por pelo menos três anos. Desta forma o Al-Ain assumiu a vaga (inicialmente a equipe não conseguiu obter a licença da AFC, porém a equipe obteve o recurso para a disputa).[1][2]

- Nota Catar. ^  A equipe do El-Jaish o quarto colocado na Qatar Stars League de 2016–17, se uniu com a equipe do Lekhwiya para formar o Al-Duhail após o final da temporada 2016–17. Como resultado, o Al-Gharafa o quinto colocado na liga, assumiu a vaga.[3]

- Nota Vietnã. ^  O campeão da V-Liga de 2017, Quảng Nam falhou em obter a licença da AFC para disputar a competição. Como resultado, o FLC Thanh Hóa, segundo colocado na liga, assumiu a vaga.[4]

- Nota Indonésia. ^  O campeão do Campeonato Indonésio de Futebol de 2017, Bhayangkara falhou em obter a licença da AFC para disputar a competição. Como resultado, o Bali United segundo colocado na liga, assumiu a vaga.[5]

- Nota Singapura. ^  Como o Albirex Niigata Singapura, campeão da S-League de 2017, é um clube satélite do Albirex Niigata, que é uma equipe japonesa, a mesma não é elegível para representar a Singapura em competições da AFC. Desta forma, o vice-campeão, o Tampines Rovers assumiu a vaga.

## Calendário
O calendário para esta edição da competição é o seguinte, conforme divulgado pela AFC:
| Fase            | Rodada                    | Data do sorteio       | Partida de ida             | Partida de volta           |
| --------------- | ------------------------- | --------------------- | -------------------------- | -------------------------- |
| Fase preliminar | Primeira pré-eliminatória | Sem sorteio           | 16 de janeiro de 2018      | 16 de janeiro de 2018      |
| Fase preliminar | Segunda pré-eliminatória  | Sem sorteio           | 23 de janeiro de 2018      | 23 de janeiro de 2018      |
| Play-off        | Play-off                  | Sem sorteio           | 30 de janeiro de 2018      | 30 de janeiro de 2018      |
| Fase de grupos  | Primeira rodada           | 6 de dezembro de 2017 | 12–14 de fevereiro de 2018 | 12–14 de fevereiro de 2018 |
| Fase de grupos  | Segunda rodada            | 6 de dezembro de 2017 | 19–21 de fevereiro de 2018 | 19–21 de fevereiro de 2018 |
| Fase de grupos  | Terceira rodada           | 6 de dezembro de 2017 | 5–7 de março de 2018       | 5–7 de março de 2018       |
| Fase de grupos  | Quarta rodada             | 6 de dezembro de 2017 | 12–14 de março de 2018     | 12–14 de março de 2018     |
| Fase de grupos  | Quinta rodada             | 6 de dezembro de 2017 | 2–4 de abril de 2018       | 2–4 de abril de 2018       |
| Fase de grupos  | Sexta rodada              | 6 de dezembro de 2017 | 16–18 de abril de 2018     | 16–18 de abril de 2018     |
| Fase final      | Oitavas de final          | 6 de dezembro de 2017 | 7–9 de maio de 2018        | 14–16 de maio de 2018      |
| Fase final      | Quartas de final          | 23 de maio de 2018    | 27–29 de agosto de 2018    | 17–19 de setembro de 2018  |
| Fase final      | Semifinais                | 23 de maio de 2018    | 1–3 de outubro de 2018     | 22–24 de outubro de 2018   |
| Fase final      | Final                     | 23 de maio de 2018    | 3 de novembro de 2018      | 10 de novembro de 2018     |

## Rodadas de qualificação

### Primeira pré-eliminatória
| Equipe 1      | Resultado         | Equipe 2        |
| Ásia Oriental | Ásia Oriental     | Ásia Oriental   |
| ------------- | ----------------- | --------------- |
| Bali United   | 3–1               | Tampines Rovers |
| Shan United   | 1–1 (pro) (3–4 p) | Ceres-Negros    |

### Segunda pré-eliminatória
| Equipe 1          | Resultado     | Equipe 2           |
| Ásia Oriental     | Ásia Oriental | Ásia Oriental      |
| ----------------- | ------------- | ------------------ |
| Eastern           | 2–4           | FLC Thanh Hóa      |
| Muangthong United | 5–2           | Johor Darul Ta'zim |
| Chiangrai United  | 2–1 (pro)     | Bali United        |
| Brisbane Roar     | 2–3           | Ceres-Negros       |

### Play-off
| Equipe 1                | Resultado      | Equipe 2          |
| Ásia Ocidental          | Ásia Ocidental | Ásia Ocidental    |
| ----------------------- | -------------- | ----------------- |
| Al-Ain                  | 2–0            | Malkiya           |
| Zob Ahan                | 3–1            | Aizawl            |
| Al-Gharafa              | 2–1            | Pakhtakor         |
| Nasaf Qarshi            | 5–1            | Al-Faisaly        |
| Ásia Oriental           |                |                   |
| Suwon Samsung Bluewings | 5–1            | FLC Thanh Hóa     |
| Kashiwa Reysol          | 3–0            | Muangthong United |
| Shanghai SIPG           | 1–0            | Chiangrai United  |
| Tianjin Quanjian        | 2–0            | Ceres-Negros      |

## Fase de grupos
O sorteio para esta fase foi realizado em 6 de dezembro de 2017 em Kuala Lumpur na Malásia. As 32 equipes foram distribuídas em oito grupos com quatro equipes cada. Equipes da mesma associação não puderam ser sorteadas no mesmo grupo.
| Legenda | Legenda                    |
| ------- | -------------------------- |
|         | Classificados à fase final |
|         | Eliminados                 |

### Grupo A
| Pos. | Equipe       | Pts | J | V | E | D | GP | GC | SG |
| ---- | ------------ | --- | - | - | - | - | -- | -- | -- |
| 1    | Al-Ahli      | 14  | 6 | 4 | 2 | 0 | 9  | 4  | +5 |
| 2    | Al-Jazira    | 8   | 6 | 2 | 2 | 2 | 9  | 9  | 0  |
| 3    | Al-Gharafa   | 8   | 6 | 2 | 2 | 2 | 12 | 9  | +3 |
| 4    | Tractor Sazi | 2   | 6 | 0 | 2 | 4 | 2  | 10 | –8 |

|              | JAZ | AHL | TRA | GHA |
| ------------ | --- | --- | --- | --- |
| Al-Jazira    |     | 1–2 | 0–0 | 3–2 |
| Al-Ahli      | 2–1 |     | 2–0 | 1–1 |
| Tractor Sazi | 1–1 | 0–1 |     | 1–3 |
| Al-Gharafa   | 2–3 | 0–0 | 3–0 |     |

### Grupo B
| Pos. | Equipe             | Pts | J | V | E | D | GP | GC | SG |
| ---- | ------------------ | --- | - | - | - | - | -- | -- | -- |
| 1    | Al-Duhail          | 18  | 6 | 6 | 0 | 0 | 13 | 6  | +7 |
| 2    | Zob Ahan           | 7   | 6 | 2 | 1 | 3 | 6  | 8  | –2 |
| 3    | Lokomotiv Tashkent | 7   | 6 | 2 | 1 | 3 | 13 | 9  | +4 |
| 4    | Al-Wahda           | 3   | 6 | 1 | 0 | 5 | 6  | 15 | –9 |

|                    | DUH | WAH | LOK | ZOB |
| ------------------ | --- | --- | --- | --- |
| Al-Duhail          |     | 1–0 | 3–2 | 3–1 |
| Al-Wahda           | 2–3 |     | 1–4 | 3–0 |
| Lokomotiv Tashkent | 1–2 | 5–0 |     | 1–1 |
| Zob Ahan           | 0–1 | 2–0 | 2–0 |     |

### Grupo C
| Pos. | Equipe       | Pts | J | V | E | D | GP | GC | SG |
| ---- | ------------ | --- | - | - | - | - | -- | -- | -- |
| 1    | Persepolis   | 13  | 6 | 4 | 1 | 1 | 8  | 3  | +5 |
| 2    | Al-Sadd      | 12  | 6 | 4 | 0 | 2 | 11 | 5  | +6 |
| 3    | Nasaf Qarshi | 10  | 6 | 3 | 1 | 2 | 4  | 8  | –4 |
| 4    | Al-Wasl      | 0   | 6 | 0 | 0 | 6 | 3  | 10 | –7 |

|              | PER | SAD | WAS | NSF |
| ------------ | --- | --- | --- | --- |
| Persepolis   |     | 1–0 | 2–0 | 3–0 |
| Al-Sadd      | 3–1 |     | 2–1 | 4–0 |
| Al-Wasl      | 0–1 | 1–2 |     | 1–2 |
| Nasaf Qarshi | 0–0 | 1–0 | 1–0 |     |

### Grupo D
| Pos. | Equipe    | Pts | J | V | E | D | GP | GC | SG |
| ---- | --------- | --- | - | - | - | - | -- | -- | -- |
| 1    | Esteghlal | 12  | 6 | 3 | 3 | 0 | 9  | 5  | +4 |
| 2    | Al-Ain    | 10  | 6 | 2 | 4 | 0 | 10 | 6  | +4 |
| 3    | Al-Rayyan | 6   | 6 | 1 | 3 | 2 | 7  | 11 | –4 |
| 4    | Al-Hilal  | 2   | 6 | 0 | 2 | 4 | 3  | 7  | –4 |

|           | HIL | EST | RAY | AIN |
| --------- | --- | --- | --- | --- |
| Al-Hilal  |     | 0–1 | 1–1 | 0–0 |
| Esteghlal | 1–0 |     | 2–0 | 1–1 |
| Al-Rayyan | 2–1 | 2–2 |     | 1–4 |
| Al-Ain    | 2–1 | 2–2 | 1–1 |     |

### Grupo E
| Pos. | Equipe                 | Pts | J | V | E | D | GP | GC | SG  |
| ---- | ---------------------- | --- | - | - | - | - | -- | -- | --- |
| 1    | Jeonbuk Hyundai Motors | 15  | 6 | 5 | 0 | 1 | 22 | 9  | +13 |
| 2    | Tianjin Quanjian       | 13  | 6 | 4 | 1 | 1 | 15 | 11 | +4  |
| 3    | Kashiwa Reysol         | 4   | 6 | 1 | 1 | 4 | 6  | 10 | –4  |
| 4    | Kitchee                | 3   | 6 | 1 | 0 | 5 | 1  | 14 | –13 |

|                        | JEO | KIT | TJQ | KSW |
| ---------------------- | --- | --- | --- | --- |
| Jeonbuk Hyundai Motors |     | 3–0 | 6–3 | 3–2 |
| Kitchee                | 0–6 |     | 0–1 | 1–0 |
| Tianjin Quanjian       | 4–2 | 3–0 |     | 3–2 |
| Kashiwa Reysol         | 0–2 | 1–0 | 1–1 |     |

### Grupo F
| Pos. | Equipe            | Pts | J | V | E | D | GP | GC | SG |
| ---- | ----------------- | --- | - | - | - | - | -- | -- | -- |
| 1    | Shanghai SIPG     | 11  | 6 | 3 | 2 | 1 | 10 | 6  | +4 |
| 2    | Ulsan Hyundai     | 9   | 6 | 2 | 3 | 1 | 15 | 11 | +4 |
| 3    | Melbourne Victory | 8   | 6 | 2 | 2 | 2 | 11 | 16 | –5 |
| 4    | Kawasaki Frontale | 3   | 6 | 0 | 3 | 3 | 6  | 9  | –3 |

|                   | KAW | ULS | MEL | SSI |
| ----------------- | --- | --- | --- | --- |
| Kawasaki Frontale |     | 2–2 | 2–2 | 0–1 |
| Ulsan Hyundai     | 2–1 |     | 6–2 | 0–1 |
| Melbourne Victory | 1–0 | 3–3 |     | 2–1 |
| Shanghai SIPG     | 1–1 | 2–2 | 4–1 |     |

### Grupo G
| Pos. | Equipe               | Pts | J | V | E | D | GP | GC | SG |
| ---- | -------------------- | --- | - | - | - | - | -- | -- | -- |
| 1    | Guangzhou Evergrande | 12  | 6 | 3 | 3 | 0 | 12 | 6  | +6 |
| 2    | Buriram United       | 9   | 6 | 2 | 3 | 1 | 7  | 6  | +1 |
| 3    | Cerezo Osaka         | 8   | 6 | 2 | 2 | 2 | 6  | 8  | –2 |
| 4    | Jeju United          | 3   | 6 | 1 | 0 | 5 | 6  | 11 | –5 |

|                      | GZE | CER | JEJ | BUR |
| -------------------- | --- | --- | --- | --- |
| Guangzhou Evergrande |     | 3–1 | 5–3 | 1–1 |
| Cerezo Osaka         | 0–0 |     | 2–1 | 2–2 |
| Jeju United          | 0–2 | 0–1 |     | 0–1 |
| Buriram United       | 1–1 | 2–0 | 0–2 |     |

### Grupo H
| Pos. | Equipe                  | Pts | J | V | E | D | GP | GC | SG |
| ---- | ----------------------- | --- | - | - | - | - | -- | -- | -- |
| 1    | Suwon Samsung Bluewings | 10  | 6 | 3 | 1 | 2 | 8  | 7  | +1 |
| 2    | Kashima Antlers         | 9   | 6 | 2 | 3 | 1 | 8  | 6  | +2 |
| 3    | Sydney FC               | 6   | 6 | 1 | 3 | 2 | 7  | 8  | –1 |
| 4    | Shanghai Shenhua        | 5   | 6 | 0 | 5 | 1 | 6  | 8  | –2 |

|                         | SYD | SSH | KAS | SSB |
| ----------------------- | --- | --- | --- | --- |
| Sydney FC               |     | 0–0 | 0–2 | 0–2 |
| Shanghai Shenhua        | 2–2 |     | 2–2 | 0–2 |
| Kashima Antlers         | 1–1 | 1–1 |     | 0–1 |
| Suwon Samsung Bluewings | 1–4 | 1–1 | 1–2 |     |

## Fase final

### Chaveamento
O chaveamento para a fase final foi definido após o sorteio das quartas de final realizado em 23 de maio de 2018 na sede da AFC em Kuala Lumpur na Malásia.
|  | Oitavas de final        | Oitavas de final            | Oitavas de final | Oitavas de final |       |                        | Quartas de final              | Quartas de final              | Quartas de final              | Quartas de final              |  |                 | Semifinais        | Semifinais        | Semifinais        | Semifinais        |                 |   | Final              | Final              | Final              | Final              |
|  | 7 – 16 de maio          | 7 – 16 de maio              | 7 – 16 de maio   | 7 – 16 de maio   |       |                        | 27 de agosto – 19 de setembro | 27 de agosto – 19 de setembro | 27 de agosto – 19 de setembro | 27 de agosto – 19 de setembro |  |                 | 2 – 24 de outubro | 2 – 24 de outubro | 2 – 24 de outubro | 2 – 24 de outubro |                 |   | 3 – 10 de novembro | 3 – 10 de novembro | 3 – 10 de novembro | 3 – 10 de novembro |
|  |                         |                             |                  |                  |       |                        |                               |                               |                               |                               |  |                 |                   |                   |                   |                   |                 |   |                    |                    |                    |                    |
|  | Kashima Antlers         | 3                           | 1                | 4                |       |                        |                               |                               |                               |                               |  |                 |                   |                   |                   |                   |                 |   |                    |                    |                    |                    |
|  | Shanghai SIPG           | 1                           | 2                | 3                |       |                        |                               |                               |                               |                               |  |                 |                   |                   |                   |                   |                 |   |                    |                    |                    |                    |
|  | Shanghai SIPG           | 1                           | 2                | 3                |       | Kashima Antlers        | 2                             | 3                             | 5                             |                               |  |                 |                   |                   |                   |                   |                 |   |                    |                    |                    |                    |
|  |                         |                             |                  |                  |       | Kashima Antlers        | 2                             | 3                             | 5                             |                               |  |                 |                   |                   |                   |                   |                 |   |                    |                    |                    |                    |
|  |                         | Tianjin Quanjian            | 0                | 0                | 0     |                        |                               |                               |                               |                               |  |                 |                   |                   |                   |                   |                 |   |                    |                    |                    |                    |
|  | Tianjin Quanjian (gf)   | Tianjin Quanjian            | 0                | 0                | 0     | 0                      | 2                             | 2                             |                               |                               |  |                 |                   |                   |                   |                   |                 |   |                    |                    |                    |                    |
|  | Tianjin Quanjian (gf)   |                             |                  |                  |       | 0                      | 2                             | 2                             |                               |                               |  |                 |                   |                   |                   |                   |                 |   |                    |                    |                    |                    |
|  | Guangzhou Evergrande    | 0                           | 2                | 2                |       |                        |                               |                               |                               |                               |  |                 |                   |                   |                   |                   |                 |   |                    |                    |                    |                    |
|  | Guangzhou Evergrande    | 0                           | 2                | 2                |       |                        |                               |                               |                               |                               |  | Kashima Antlers | 3                 | 3                 | 6                 |                   |                 |   |                    |                    |                    |                    |
|  |                         |                             |                  |                  |       |                        |                               |                               |                               |                               |  | Kashima Antlers | 3                 | 3                 | 6                 |                   |                 |   |                    |                    |                    |                    |
|  |                         | Suwon Samsung Bluewings     | 2                | 3                | 5     |                        |                               |                               |                               |                               |  |                 |                   |                   |                   |                   |                 |   |                    |                    |                    |                    |
|  | Buriram United          | Suwon Samsung Bluewings     | 2                | 3                | 5     | 3                      | 0                             | 3                             |                               |                               |  |                 |                   |                   |                   |                   |                 |   |                    |                    |                    |                    |
|  | Buriram United          |                             |                  |                  |       | 3                      | 0                             | 3                             |                               |                               |  |                 |                   |                   |                   |                   |                 |   |                    |                    |                    |                    |
|  | Jeonbuk Hyundai Motors  | 2                           | 2                | 4                |       |                        |                               |                               |                               |                               |  |                 |                   |                   |                   |                   |                 |   |                    |                    |                    |                    |
|  | Jeonbuk Hyundai Motors  | 2                           | 2                | 4                |       | Jeonbuk Hyundai Motors | 0                             | 3                             | 3 (2)                         |                               |  |                 |                   |                   |                   |                   |                 |   |                    |                    |                    |                    |
|  |                         |                             |                  |                  |       | Jeonbuk Hyundai Motors | 0                             | 3                             | 3 (2)                         |                               |  |                 |                   |                   |                   |                   |                 |   |                    |                    |                    |                    |
|  |                         | Suwon Samsung Bluewings (p) | 3                | 0                | 3 (4) |                        |                               |                               |                               |                               |  |                 |                   |                   |                   |                   |                 |   |                    |                    |                    |                    |
|  | Ulsan                   | Suwon Samsung Bluewings (p) | 3                | 0                | 3 (4) | 1                      | 0                             | 1                             |                               |                               |  |                 |                   |                   |                   |                   |                 |   |                    |                    |                    |                    |
|  | Ulsan                   |                             |                  |                  |       | 1                      | 0                             | 1                             |                               |                               |  |                 |                   |                   |                   |                   |                 |   |                    |                    |                    |                    |
|  | Suwon Samsung Bluewings | 0                           | 3                | 3                |       |                        |                               |                               |                               |                               |  |                 |                   |                   |                   |                   |                 |   |                    |                    |                    |                    |
|  | Suwon Samsung Bluewings | 0                           | 3                | 3                |       |                        |                               |                               |                               |                               |  |                 |                   |                   |                   |                   | Kashima Antlers | 2 | 0                  | 2                  |                    |                    |
|  |                         |                             |                  |                  |       |                        |                               |                               |                               |                               |  |                 |                   |                   |                   |                   |                 | 2 | 0                  | 2                  |                    |                    |
|  |                         | Persepolis                  | 0                | 0                | 0     |                        |                               |                               |                               |                               |  |                 |                   |                   |                   |                   |                 |   |                    |                    |                    |                    |
|  | Zob Ahan                | Persepolis                  | 0                | 0                | 0     | 1                      | 1                             | 2                             |                               |                               |  |                 |                   |                   |                   |                   |                 |   |                    |                    |                    |                    |
|  | Zob Ahan                |                             |                  |                  |       | 1                      | 1                             | 2                             |                               |                               |  |                 |                   |                   |                   |                   |                 |   |                    |                    |                    |                    |
|  | Esteghlal               | 0                           | 3                | 3                |       |                        |                               |                               |                               |                               |  |                 |                   |                   |                   |                   |                 |   |                    |                    |                    |                    |
|  | Esteghlal               | 0                           | 3                | 3                |       | Esteghlal              | 1                             | 2                             | 3                             |                               |  |                 |                   |                   |                   |                   |                 |   |                    |                    |                    |                    |
|  |                         |                             |                  |                  |       | Esteghlal              | 1                             | 2                             | 3                             |                               |  |                 |                   |                   |                   |                   |                 |   |                    |                    |                    |                    |
|  |                         | Al-Sadd                     | 3                | 2                | 5     |                        |                               |                               |                               |                               |  |                 |                   |                   |                   |                   |                 |   |                    |                    |                    |                    |
|  | Al-Sadd                 | Al-Sadd                     | 3                | 2                | 5     | 2                      | 2                             | 4                             |                               |                               |  |                 |                   |                   |                   |                   |                 |   |                    |                    |                    |                    |
|  | Al-Sadd                 |                             |                  |                  |       | 2                      | 2                             | 4                             |                               |                               |  |                 |                   |                   |                   |                   |                 |   |                    |                    |                    |                    |
|  | Al-Ahli                 | 1                           | 2                | 3                |       |                        |                               |                               |                               |                               |  |                 |                   |                   |                   |                   |                 |   |                    |                    |                    |                    |
|  | Al-Ahli                 | 1                           | 2                | 3                |       |                        |                               |                               |                               |                               |  | Al-Sadd         | 0                 | 1                 | 1                 |                   |                 |   |                    |                    |                    |                    |
|  |                         |                             |                  |                  |       |                        |                               |                               |                               |                               |  | Al-Sadd         | 0                 | 1                 | 1                 |                   |                 |   |                    |                    |                    |                    |
|  |                         | Persepolis                  | 1                | 1                | 2     |                        |                               |                               |                               |                               |  |                 |                   |                   |                   |                   |                 |   |                    |                    |                    |                    |
|  | Al Ain                  | Persepolis                  | 1                | 1                | 2     | 2                      | 1                             | 3                             |                               |                               |  |                 |                   |                   |                   |                   |                 |   |                    |                    |                    |                    |
|  | Al Ain                  |                             |                  |                  |       | 2                      | 1                             | 3                             |                               |                               |  |                 |                   |                   |                   |                   |                 |   |                    |                    |                    |                    |
|  | Al-Duhail               | 4                           | 4                | 8                |       |                        |                               |                               |                               |                               |  |                 |                   |                   |                   |                   |                 |   |                    |                    |                    |                    |
|  | Al-Duhail               | 4                           | 4                | 8                |       | Al-Duhail              | 1                             | 1                             | 2                             |                               |  |                 |                   |                   |                   |                   |                 |   |                    |                    |                    |                    |
|  |                         |                             |                  |                  |       | Al-Duhail              | 1                             | 1                             | 2                             |                               |  |                 |                   |                   |                   |                   |                 |   |                    |                    |                    |                    |
|  |                         | Persepolis                  | 0                | 3                | 3     |                        |                               |                               |                               |                               |  |                 |                   |                   |                   |                   |                 |   |                    |                    |                    |                    |
|  | Al-Jazira               | Persepolis                  | 0                | 3                | 3     | 3                      | 1                             | 4                             |                               |                               |  |                 |                   |                   |                   |                   |                 |   |                    |                    |                    |                    |
|  | Al-Jazira               |                             |                  |                  |       | 3                      | 1                             | 4                             |                               |                               |  |                 |                   |                   |                   |                   |                 |   |                    |                    |                    |                    |
|  | Persepolis (gf)         | 2                           | 2                | 4                |       |                        |                               |                               |                               |                               |  |                 |                   |                   |                   |                   |                 |   |                    |                    |                    |                    |

### Oitavas de final
| Equipe 1         | Total          | Equipe 2                | 1.º jogo       | 2.º jogo       |
| Ásia Ocidental   | Ásia Ocidental | Ásia Ocidental          | Ásia Ocidental | Ásia Ocidental |
| ---------------- | -------------- | ----------------------- | -------------- | -------------- |
| Al-Jazira        | 4–4 (gf)       | Persepolis              | 3–2            | 1–2            |
| Al-Sadd          | 4–3            | Al-Ahli                 | 2–1            | 2–2            |
| Zob Ahan         | 2–3            | Esteghlal               | 1–0            | 1–3            |
| Al-Ain           | 3–8            | Al-Duhail               | 2–4            | 1–4            |
| Ásia Oriental    |                |                         |                |                |
| Tianjin Quanjian | 2–2 (gf)       | Guangzhou Evergrande    | 0–0            | 2–2            |
| Buriram United   | 3–4            | Jeonbuk Hyundai Motors  | 3–2            | 0–2            |
| Ulsan            | 1–3            | Suwon Samsung Bluewings | 1–0            | 0–3            |
| Kashima Antlers  | 4–3            | Shanghai SIPG           | 3–1            | 1–2            |

### Quartas de final
O sorteio para decidir as partidas das quartas de final, semifinais e finais e mando de campo em cada fase foi realizado 23 de maio de 2018. Para as quartas de final não houve a "proteção por país", ou seja, se houver duas equipes do mesmo país eles poderão se enfrentar nas quartas, independentemente do sorteio.
| Equipe 1               | Total          | Equipe 2                | 1.º jogo       | 2.º jogo       |
| Ásia Ocidental         | Ásia Ocidental | Ásia Ocidental          | Ásia Ocidental | Ásia Ocidental |
| ---------------------- | -------------- | ----------------------- | -------------- | -------------- |
| Esteghlal              | 3–5            | Al-Sadd                 | 1–3            | 2–2            |
| Al-Duhail              | 2–3            | Persepolis              | 1–0            | 1–3            |
| Ásia Oriental          |                |                         |                |                |
| Kashima Antlers        | 5–0            | Tianjin Quanjian        | 2–0            | 3–0            |
| Jeonbuk Hyundai Motors | 3–3 (2–4 p)    | Suwon Samsung Bluewings | 0–3            | 3–0 (pro)      |

### Semifinal
| Equipe 1        | Total          | Equipe 2                | 1.º jogo       | 2.º jogo       |
| Ásia Ocidental  | Ásia Ocidental | Ásia Ocidental          | Ásia Ocidental | Ásia Ocidental |
| --------------- | -------------- | ----------------------- | -------------- | -------------- |
| Al-Sadd         | 1–2            | Persepolis              | 0–1            | 1–1            |
| Ásia Oriental   |                |                         |                |                |
| Kashima Antlers | 6–5            | Suwon Samsung Bluewings | 3–2            | 3–3            |

### Final
| Equipe 1        | Total | Equipe 2   | 1.º jogo | 2.º jogo |
| --------------- | ----- | ---------- | -------- | -------- |
| Kashima Antlers | 2–0   | Persepolis | 2–0      | 0–0      |

## Premiação
| Liga dos Campeões da AFC de 2018    |
| Japão                               |
| ----------------------------------- |
| Kashima Antlers Campeão (1º título) |

## Artilharia
Os gols marcados nos play-offs classificatórios não são contados ao determinar o artilheiro.
Nomes em negrito são de jogadores e times que continuam na competição.
| Rank | Jogador           | Time                    | Gols |
| ---- | ----------------- | ----------------------- | ---- |
| 1    | Baghdad Bounedjah | Al-Sadd                 | 9    |
| 1    | Youssef El-Arabi  | Al-Duhail               | 9    |
| 3    | Mame Baba Thiam   | Esteghlal               | 7    |
| 3    | Ricardo Goulart   | Guangzhou Evergrande    | 7    |
| 5    | Marcus Berg       | Al-Ain                  | 6    |
| 5    | Romarinho         | Al-Jazira               | 6    |
| 7    | Ali Mabkhout      | Al-Jazira               | 5    |
| 7    | Dejan Damjanović  | Suwon Samsung Bluewings | 5    |
| 7    | Kim Shin-wook     | Jeonbuk Hyundai Motors  | 5    |
| 7    | Mehdi Taremi      | Al-Gharafa              | 5    |
| 7    | Muhannad Assiri   | Al-Ahli                 | 5    |

Fonte: AFC